# Abel Gigli
Abel Gigli (Busto Arsizio, 16 agosto 1990) è un calciatore italiano naturalizzato somalo, difensore del Terre di Castelli e della nazionale somala.

## Biografia
Nato in Italia, da padre italiano e madre somala, ha scelto di rappresentare calcisticamente la nazionale africana.

## Carriera

### Club
Dopo essere cresciuto nelle giovanili del Parma, debutta in prima squadra nella stagione 2009-2010.

### Nazionale
Ha scelto di vestire la maglia della Somalia, che aveva sempre desiderato rappresentare, convinto dalla garanzia della sicurezza di giocare le partite casalinghe a Gibuti e non nel tormentato paese del corno d'Africa e, dalla serietà e qualità del progetto portato avanti dalla Federazione calcistica della Somalia.
Debutta in nazionale il 5 settembre 2019, in Somalia-Zimbabwe, valida per le qualificazioni ai mondiali 2022. Segna il suo primo gol in nazionale il 20 giugno 2021, in occasione del match di qualificazione alla Coppa Araba perso per 2-1 contro l'Oman.

## Statistiche

### Presenze e reti nei club
Statistiche aggiornate al 20 gennaio 2023.
| Stagione                | Squadra                 | Campionato              | Campionato | Campionato | Coppe nazionali | Coppe nazionali | Coppe nazionali | Coppe continentali | Coppe continentali | Coppe continentali | Altre coppe | Altre coppe | Altre coppe | Totale | Totale |
| Stagione                | Squadra                 | Comp                    | Pres       | Reti       | Comp            | Pres            | Reti            | Comp               | Pres               | Reti               | Comp        | Pres        | Reti        | Pres   | Reti   |
| ----------------------- | ----------------------- | ----------------------- | ---------- | ---------- | --------------- | --------------- | --------------- | ------------------ | ------------------ | ------------------ | ----------- | ----------- | ----------- | ------ | ------ |
| 2009-2010               | Parma                   | A                       | 1          | 0          | CI              | 0               | 0               | -                  | -                  | -                  | -           | -           | -           | 1      | 0      |
| 2010-2011               | Viareggio               | 1D                      | 1          | 0          | CI-LP           | 0               | 0               | -                  | -                  | -                  | -           | -           | -           | 1      | 0      |
| 2011-2012               | Fondi                   | 2D                      | 5          | 0          | CI-LP           | 0               | 0               | -                  | -                  | -                  | -           | -           | -           | 5      | 0      |
| 2012-2013               | Chieti                  | 2D                      | 26+2       | 1          | CI+CI-LP        | 2+0             | 1               | -                  | -                  | -                  | -           | -           | -           | 30     | 2      |
| 2013-2014               | Gorica                  | 1.SNL                   | 17         | 0          | CS              | 3               | 0               | -                  | -                  | -                  | -           | -           | -           | 20     | 0      |
| 2014-2015               | Crotone                 | B                       | 16         | 1          | CI              | 0               | 0               | -                  | -                  | -                  | -           | -           | -           | 16     | 1      |
| 2015-2016               | Maribor                 | 1.SNL                   | 12         | 0          | CS              | 1               | 0               | UCL                | 0                  | 0                  | SS          | 0           | 0           | 13     | 0      |
| 2016-2017               | Lupa Roma               | LP                      | 19+1       | 1          | CI-LP           | 1               | 0               | -                  | -                  | -                  | -           | -           | -           | 21     | 1      |
| mar.-giu. 2018          | Gozzano                 | D                       | 8+2        | 0          | CI-D            | 1               | 0               | -                  | -                  | -                  | -           | -           | -           | 11     | 0      |
| 2018-2019               | Gozzano                 | C                       | 27         | 2          | CI-C            | 3               | 0               | -                  | -                  | -                  | -           | -           | -           | 30     | 2      |
| Totale Gozzano          | Totale Gozzano          | Totale Gozzano          | 35+2       | 2          |                 | 4               | 0               |                    | -                  | -                  |             | -           | -           | 41     | 2      |
| 2019-2020               | Folgore Caratese        | D                       | 7          | 0          | CI-D            | 2               | 0               | -                  | -                  | -                  | -           | -           | -           | 9      | 0      |
| 2020-mar. 2021          | Rimini                  | D                       | 8          | 3          | -               | -               | -               | -                  | -                  | -                  | -           | -           | -           | 8      | 3      |
| mar.-giu. 2021          | Cjarlins Muzane         | D                       | 12         | 1          | -               | -               | -               | -                  | -                  | -                  | -           | -           | -           | 12     | 1      |
| set.-dic. 2021          | Fano                    | D                       | 6          | 0          | CI-D            | 1               | 1               | -                  | -                  | -                  | -           | -           | -           | 7      | 1      |
| dic. 2021-2022          | Folgore Caratese        | D                       | 14+1       | 0          | CI-D            | -               | -               | -                  | -                  | -                  | -           | -           | -           | 15     | 0      |
| Totale Folgore Caratese | Totale Folgore Caratese | Totale Folgore Caratese | 21+1       | 0          |                 | 2               | 0               |                    | -                  | -                  |             | -           | -           | 24     | 0      |
| 2022- dic. 2022         | Ravenna                 | D                       | 6          | 0          | CI-D            | 1               | 0               | -                  | -                  | -                  | -           | -           | -           | 7      | 0      |
| dic. 2022-2023          | Correggese              | D                       | 4          | 0          | CI-D            | 0               | 0               | -                  | -                  | -                  | -           | -           | -           | 4      | 0      |
| Totale carriera         | Totale carriera         | Totale carriera         | 195        | 9          |                 | 15              | 2               |                    | 0                  | 0                  |             | 0           | 0           | 210    | 11     |

### Cronologia presenze e reti in nazionale
| Cronologia completa delle presenze e delle reti in nazionale ― Somalia | Cronologia completa delle presenze e delle reti in nazionale ― Somalia | Cronologia completa delle presenze e delle reti in nazionale ― Somalia | Cronologia completa delle presenze e delle reti in nazionale ― Somalia | Cronologia completa delle presenze e delle reti in nazionale ― Somalia | Cronologia completa delle presenze e delle reti in nazionale ― Somalia | Cronologia completa delle presenze e delle reti in nazionale ― Somalia | Cronologia completa delle presenze e delle reti in nazionale ― Somalia |
| Data                                                                   | Città                                                                  | In casa                                                                | Risultato                                                              | Ospiti                                                                 | Competizione                                                           | Reti                                                                   | Note                                                                   |
| ---------------------------------------------------------------------- | ---------------------------------------------------------------------- | ---------------------------------------------------------------------- | ---------------------------------------------------------------------- | ---------------------------------------------------------------------- | ---------------------------------------------------------------------- | ---------------------------------------------------------------------- | ---------------------------------------------------------------------- |
| 5-9-2019                                                               | Gibuti                                                                 | Somalia                                                                | 1 – 0                                                                  | Zimbabwe                                                               | Qual. Mondiali 2022                                                    | -                                                                      | 31’                                                                    |
| 10-9-2019                                                              | Bulawayo                                                               | Zimbabwe                                                               | 3 – 1                                                                  | Somalia                                                                | Qual. Mondiali 2022                                                    | -                                                                      |                                                                        |
| 15-6-2021                                                              | Gibuti                                                                 | Gibuti                                                                 | 1 – 0                                                                  | Somalia                                                                | Amichevole                                                             | -                                                                      |                                                                        |
| 25-6-2021                                                              | Doha                                                                   | Oman                                                                   | 2 – 1                                                                  | Somalia                                                                | Qual. Coppa araba FIFA 2021                                            | 1                                                                      | 79’                                                                    |
| 23-3-2022                                                              | Dar es Salaam                                                          | Somalia                                                                | 0 – 3                                                                  | eSwatini                                                               | Qual. Coppa d'Africa 2023                                              | -                                                                      | 46’                                                                    |
| 27-3-2022                                                              | Nelspruit                                                              | eSwatini                                                               | 2 – 1                                                                  | Somalia                                                                | Qual. Coppa d'Africa 2023                                              | -                                                                      |                                                                        |
| 19-10-2023                                                             | Berrechid                                                              | Somalia                                                                | 0 – 0                                                                  | Libia                                                                  | Amichevole                                                             | -                                                                      |                                                                        |
| 26-3-2024                                                              | Mbombela                                                               | eSwatini                                                               | 2 – 2                                                                  | Somalia                                                                | Qual. Coppa d'Africa 2025                                              | -                                                                      |                                                                        |
| 7-6-2024                                                               | Maputo                                                                 | Mozambico                                                              | 2 – 1                                                                  | Somalia                                                                | Qual. Mondiali 2026                                                    | -                                                                      | 90+2’                                                                  |
| 10-6-2024                                                              | Maputo                                                                 | Somalia                                                                | 1 – 3                                                                  | Botswana                                                               | Qual. Mondiali 2026                                                    | -                                                                      |                                                                        |
| 21-3-2025                                                              | Abidjan                                                                | Guinea                                                                 | 0 – 0                                                                  | Somalia                                                                | Qual. Mondiali 2026                                                    | -                                                                      |                                                                        |
| 25-3-2025                                                              | Francistown                                                            | Botswana                                                               | 2 – 0                                                                  | Somalia                                                                | Qual. Mondiali 2026                                                    | -                                                                      | 14’                                                                    |
| Totale                                                                 |                                                                        | Presenze                                                               | 12                                                                     |                                                                        | Reti                                                                   | 1                                                                      |                                                                        |

## Palmarès

### Club

#### Competizioni nazionali
- Coppa di Slovenia: 1

Gorica: 2013-2014
- Serie D: 1

Gozzano: 2017-2018 (Girone A)